# Саратовский театр юного зрителя имени Ю. П. Киселёва
Саратовский академический театр юного зрителя имени Ю. П. Киселёва — первый в мире театр, предназначенный для юных зрителей. Основан 4 октября 1918 года в Саратове.
Координаты первого здания театра: 51°31′57″ с. ш. 46°01′27″ в. д..

## История театра

Саратовский ТЮЗ

ТЮЗ, Маленький принц

Инициатором создания бесплатного театра для детей был начальник отдела искусств при Саратовском Губисполкоме Д. Н. Бассалыго, открытие состоялось в октябре 1918 года в здании упразднённого Солдатского театра Революции. В день открытия играли сказку «Синяя птица» Мориса Метерлинка. Уже первые годы работы театра отмечены серьёзными режиссёрскими работами А. Роома, Л. Дашковского, Л. Браусевича, А. Соломарского.
Впоследствии детский театр в Саратове работал с вынужденными перерывами на разных площадках. С 1930 года Саратовский детский театр, как и другие театры для детей в СССР, называется ТЮЗ — театр юного зрителя.
Работа ТЮЗа прерывалась в начале Великой Отечественной войны, в октябре 1941 года Московский художественный театр был эвакуирован в Саратов, где разместился в театре юного зрителя, и лишь в ноябре 1942 вернулся в Москву. Но уже летом 1943 года ТЮЗ возобновил свою деятельность. С приездом в Саратов Юрия Киселёва начался новый этап его истории.
Широкое признание Саратовского ТЮЗа пришло в театральный сезон 1950—1951 годов, вскоре после успешной премьеры спектакля «Алёша Пешков». В 1952 году постановочной группе спектакля во главе с Юрием Киселёвым была присуждена Сталинская премия.
В театре с 1945 года работал художник Николай Архангельский.
2 октября 1998 года Саратовский ТЮЗ имени Ю. П. Киселёва был удостоен почётного звания «Академический».
24 октября 2003 года была открыта малая сцена в новом здании ТЮЗа.
4 октября 2008 года театр отметил 90 лет с момента своего открытия.
В 2010 году в театре был поставлен спектакль по пьесе Сэма Шепарда «Проклятье голодающего класса». Режиссёр постановки — Ли Бруер.
В 2011 году театр вошёл в десятку лучших провинциальных театров России по мнению журнала «Forbes».

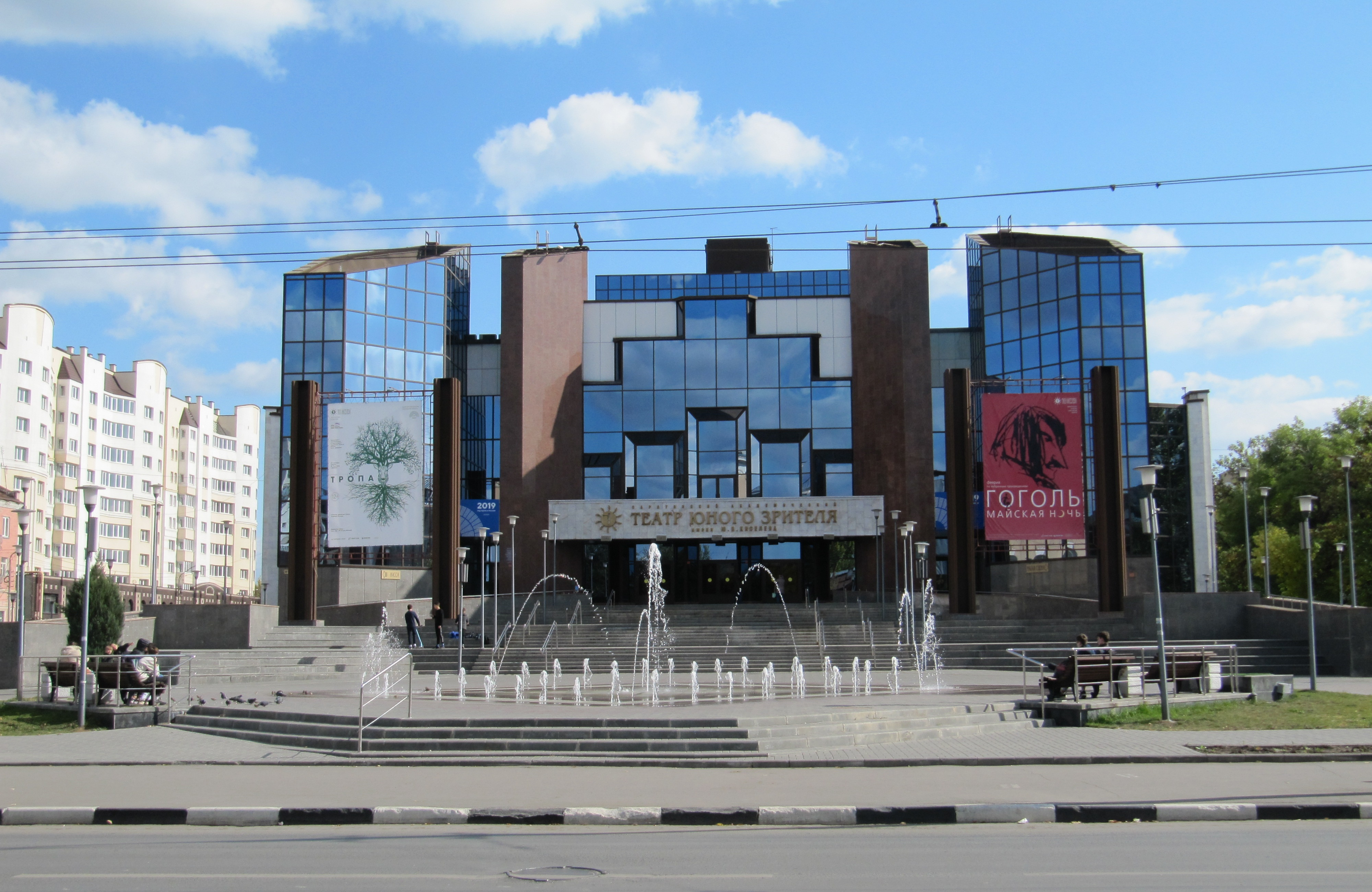
ТЮЗ новое здание

В конце 2011 года в Саратове открылось новое здание ТЮЗа, которое возводилось 25 лет.
2 октября 2012 года в здании старого ТЮЗа произошёл пожар. Задымление в зрительном зале произошло уже в первые минуты спектакля (спектакль начался в 18-00), была начата эвакуация, из здания было эвакуировано от 350 до 500 человек (по разным оценкам). Пострадавших по первичным данным нет. Примерно в 18-40 крыша театра обрушилась в зрительный зал, и огонь разгорелся с новой силой. Тушение пожара продолжалось более 15 часов. В результате пожара огнём уничтожены практически все помещения. Уцелели лишь фасад и склады, где хранятся декорации. Выделены федеральные средства на восстановление театра.
Июль 2015 — июнь 2020 главным режиссёром был Алексей Логачёв
.
С июня 2021 по август 2022 пост главного режиссёра занимал Георгий Цнобилазде 
.

## Репертуар

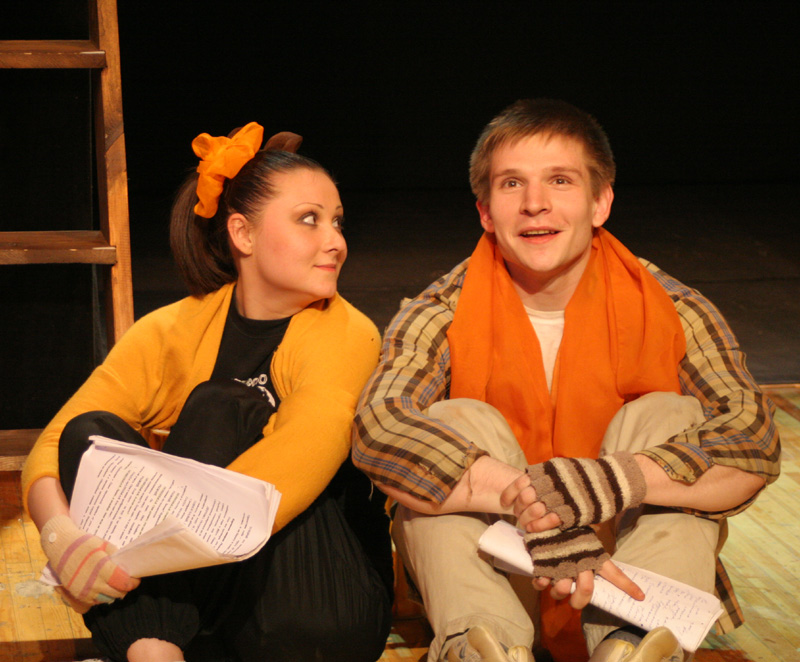
Ольга Лисенко и Алексей Кривега. Сцена из спектакля «Зимы не будет»

### Постановки прошлых лет
- «По зелёным холмам океана» С. Козлова
- «Золушка» Е. Шварца
- 2005 — «Вечно живые» Виктора Розова.
- 2006 — «Слуга двух господ». Режиссёр: Паоло Эмилио Ланди. Режиссёр: Александр Соловьёв
- 2007 — «Зимы не будет» Виктора Ольшанского. Режиссёр: Екатерина Гороховская, премьера (читка) 21 марта 2007 года
- 2007 — «Королева красоты» Мартина МакДонаха. Режиссёр: Андрей Санатин, премьера 11 мая 2007 года
- 2007 — «Синяя птица» Мориса Метерлинка. Режиссёр: Александр Пономарёв, премьера 23 декабря 2007 года
- 2008 — «Стеклянный зверинец» Теннесси Уильямс. Режиссёр: Уолтер Шоен, премьера 10 июня 2008 года
- 2008 — «Росток» Режиссёр: Екатерина Гороховская, премьера 25 августа 2008 года
- 2008 — «Гальера» Михаила Бартенева (по повести Маркеса «Полковнику никто не пишет»). Режиссёр: Анатолий Праудин, премьера 9 сентября
- 2008 — «Стулья/Лысая певица» трагифарс Эжена Ионеско. Режиссёр: Паоло Эмилио Ланди
- 2009 — «Наташина мечта» Ярославы Пулинович. Режиссёр: Дмитрий Егоров, премьера 24 февраля 2009 года
- 2009 — «Барышня-крестьянка» Иосиф Ковнер, Николай Адуев (оперетта «Акулина»). Режиссёр: Юрий Ошеров, премьера 8 сентября 2009 года
- 2009 — «Вишнёвый сад» А. П. Чехова. Режиссёр: Георгий Цхирава, премьера 4 октября 2009 года

### Текущий репертуар

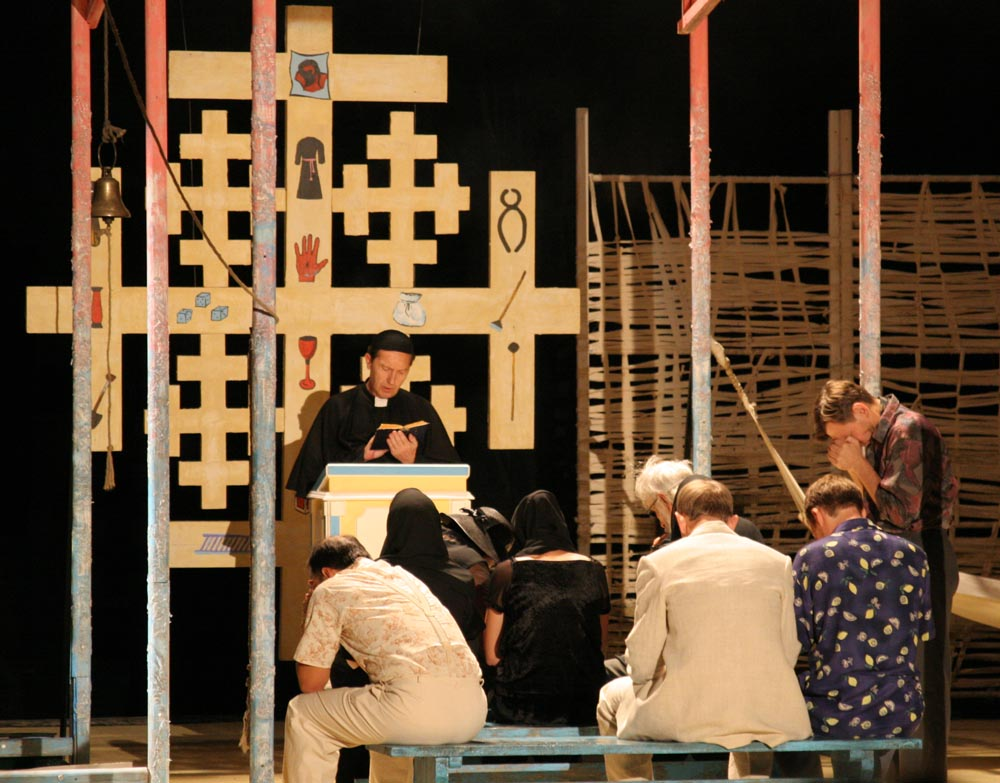
Сцена из спектакля «Гальера»

- 1948 — «Аленький цветочек» С. Т. Аксакова
- 1960 — «В поисках радости» В. С. Розов
- 1971 — «Золотой ключик» А. Толстого
- 1980 — «Маленькая баба-Яга»
- 2007 — «Конёк-Горбунок»
- 2010 — «У ковчега в 8:00» Ульриха Хуба. Режиссёр: Сигрид Стрём Реибо, премьера 15 мая 2010[14]
- 2010 — «Завтра была война»
- 2013 — «Чудесное путешествие Нильса с дикими гусями» пьеса М. М. Соловьёвой по повести С. Лагерлёф[15] Режиссёр: Артём Кузин
- 2014 — «Банка сахара»
- 2014 — «Отрочество»
- 2014 — «Соломенные ребятишки» Режиссёр: Е. Гороховская
- 2015 — «Принц и нищий»
- 2015 — «Приключения Солнышкина»
- 2015 — «Animal lounge, или почему животные не умеют лгать?»
- 2016 — «Майская ночь» Режиссёр: Р. Феодори
- 2016 — «Чёрная курица, или Подземные жители» инсценировка М. М. Соловьёвой по повести А. Погорельского Режиссёр: А. Кузин
- 2017 — «Последний папа»
- 2018 — «Двенадцать стульев» Режиссёр: А. Логачёв
- 2018 — «Дядя Ваня» Режиссёр: И. Ротенберг

## Награды и премии
- Орден «Знак Почёта» (17 декабря 1969)[16].
- Почётная грамота Президиума Верховного Совета РСФСР (1968)[17].
- Премия Правительства Российской Федерации имени Фёдора Волкова за вклад в развитие театрального искусства Российской Федерации (22 июля 2011)[18].
- Премия Ленинского комсомола (1978) — за большую работу по коммунистическому воспитанию молодёжи.
- Премия Министерства культуры Российской Федерации за лучшую театральную постановку по произведениям русской классики (2022) - спектакль "Прощание с Матёрой" режиссера Георгия Цнобиладзе[19]